# روبرت فريند
روبرت فريند (بالإنجليزية: Robert Friend)‏ هو شاعر أمريكي، ولد في 25 نوفمبر 1913، وتوفي في 12 يناير 1998.